# Карповець Ніна Григорівна
Ні́на Григо́рівна Карпове́ць (* 1951) — українська радіоведуча, заслужений журналіст України.

## Життєпис
Народилася 1951 року в Іванкові. Першу статтю надрукували в Іванківській районній газеті «Трибуна праці» (навчалася тоді в третьому класі). Закінчивши школу, пішла працювати до Іванківського районного радіо. Закінчила факультет журналістики Київського державного університету. Від 1974 року працює на Київському обласному радіо, колеги її звуть «Радіо-Ніна». Вела програми «Добра земля», «Щедра нива Київщини», «Золоті зерна досвіду». Коментатор відділу державної організації «Київська державна регіональна телерадіокомпанія».
Була серед тих, хто, виконуючи свій професійний і громадянський обов'язок, фіксував на плівку події ліквідації аварії ЧАЕС.
1988 року відзначена республіканською журналістською премією «Золоте перо».
2009 року нагороджена Почесною Грамотою ВРУ.
2010 — депутатка Київської обласної ради.
2011 року відзначена орденом «За заслуги» III ступеня.